# Andebu
Andebu er en tidligere kommune i Vestfold fylke i Norge. 1. januar 2017 blev den lagt sammen med Stokke og Sandefjord kommune til nye Sandefjord kommune. Den grænsede i nord til Lardal og Re, i øst til Stokke, i syd til Sandefjord og i vest til Larvik.
Andebu er først og fremmest en landbrugs og skovbrugskommune, men der findes også mange industrivirksomheder.

## Historie

### Kirker
Alle de tre kirker i Andebu er fra middelalderen
- Andebu kirke
- Høyjord stavkirke (Vestfolds eneste stavkirke, bygget 1150 – 1200)
- Kodal kirke

## Andet
Navnet udtales Annebu. En person fra Andebu (særlig fra hovedsognet) kaldes «andebusokning».
Nationaliseringen af private teleselskaber blev afsluttet i 1974 da Televerket overtog det sidste norske privatejede telefonselskab som da lå i Andebu.